# تيموثي إيفيرست
تيموثي إيفيرست (بالإنجليزية: Timothy Everest)‏ هو مصمم أزياء بريطاني، ولد في 1961 في هافرفوردويست ‏ في المملكة المتحدة.